# Повидз (гмина)
Повидз (пол. Powidz) — сельская гмина (волость) в Польше, входит как административная единица в Слупецкий повет, Великопольское воеводство. Население — 2091 человек (на 2004 год).

## Сельские округа
1. Анастазево
2. Харбин
3. Луги
4. Острово
5. Поляново
6. Повидз
7. Пшибродзин
8. Смольники-Повидзке
9. Вылятково

## Соседние гмины
1. Гмина Клечев
2. Гмина Орхово
3. Гмина Островите
4. Гмина Слупца
5. Гмина Стшалково
6. Гмина Витково